# Ятне
Ятне (пол. Jatne) — село в Польщі, у гміні Целестинув Отвоцького повіту Мазовецького воєводства.
Населення — 334 особи (2011).
У 1975-1998 роках село належало до Варшавського воєводства.

## Демографія
Демографічна структура станом на 31 березня 2011 року:
|          | Загалом | Допрацездатний вік | Працездатний вік | Постпрацездатний вік |
| -------- | ------- | ------------------ | ---------------- | -------------------- |
| Чоловіки | 167     | 39                 | 116              | 12                   |
| Жінки    | 167     | 38                 | 96               | 33                   |
| Разом    | 334     | 77                 | 212              | 45                   |